# Wiegand Hennicke

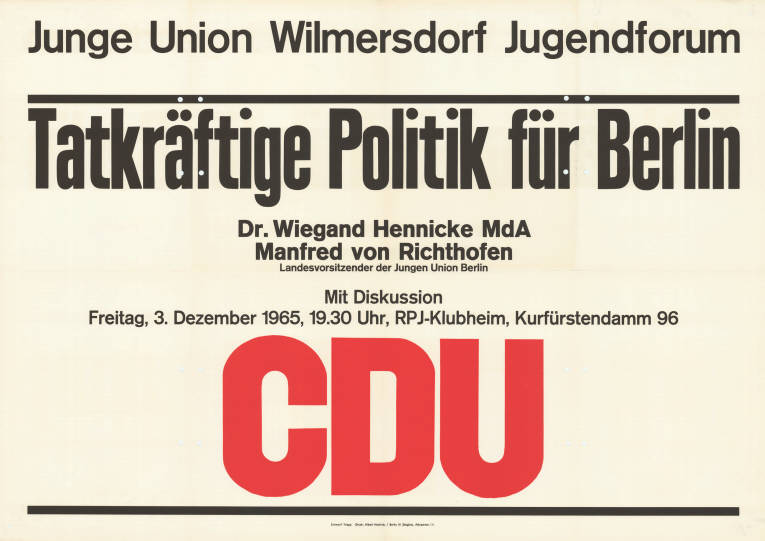
Ankündigungsplakat der CDU Wilmersdorf 1965 mit Manfred von Richthofen

Wiegand Hennicke (* 28. September 1928 in Berlin; † 18. April 2000 ebenda) war ein deutscher Politiker (CDU).

## Leben
Hennicke besuchte das Arndt-Gymnasium Dahlem und wurde 1944 als Luftwaffenhelfer eingezogen. 1945 kam er in US-amerikanische und danach in britische Gefangenschaft.
Nach dem Zweiten Weltkrieg konnte er 1946 das Abitur abschließen. 1947 begann er mit dem Studium an der Humboldt-Universität zu Berlin für Volkswirtschaft und Rechtswissenschaft. Ein Jahr später wechselte Hennicke an die neugegründete West-Berliner Freie Universität, dort war er auch Mitglied des Allgemeinen Studierendenausschusses (AStA). Während seines Studiums wurde er im Sommersemester 1950 Mitglied der Burschenschaft Allemannia zu Berlin, deren Sprecher er war und im Jahr 1982 auch der Burschenschaft Germania zu Würzburg. 1993 ging seine Allemannia Berlin in der Burschenschaft Redaria-Allemannia Rostock auf, der er dann bis zu seinem Tod als Alter Herr angehörte.
1950 machte er das 1. juristische Staatsexamen. Er absolvierte den juristischen Vorbereitungsdienst als Gerichtsreferendar beim Kammergericht, bestand 1955 das 2. juristische Staatsexamen und wurde als Rechtsanwalt zugelassen. 1959 wurde er in Münster zum Dr. iur. promoviert. Später war er Justiziar beim Berliner Pfandbriefamt.
Er war Vorsitzender der Aufsichtsräte der Deka Deutsche Kapitalanlagegesellschaft mbH und der Despa Deutsche Sparkassen-Immobilien-Anlage GmbH. Von 1972 bis 1988 war Hennicke Vorstandsmitglied der Deutschen Girozentrale-Deutsche Kommunalbank und dort für das Wertpapier-, Konsortial- und Kommunalkreditgeschäft zuständig. 1988 ging er in den Ruhestand.
Hennicke trat der CDU bei. Bei der Berliner Wahl 1958 wurde er in das Abgeordnetenhaus von Berlin gewählt, bis er im Oktober 1972 aus dem Parlament ausschied. Sein Nachrücker wurde daraufhin Werner Platzeck (1930–2015).

## Ehrungen
- 1970: Bundesverdienstkreuz am Bande
- 1998: Bundesverdienstkreuz 1. Klasse

## Veröffentlichungen
- Die Vereinbarung als Verwaltungsrechtsquelle. Dissertation Universität Münster 1959.